# Dobieszewo (województwo pomorskie)
Dobieszewo (kaszb. Dobieszewò, niem. Groß Dübsow) – wieś sołecka w Polsce położona w województwie pomorskim, w powiecie słupskim, w gminie Dębnica Kaszubska.

## Nazwa
Nazwa miejscowości, wzmiankowana po raz pierwszy w 1294 w formie Dobessowo, ma pochodzenie słowiańskie i charakter dzierżawczy. Powstała przez dodanie do nazwy osobowej Dobiesz (Dobiesław) formantu -ewo. Niemiecka nazwa Groß Dübsow jest adaptacją fonetyczną pierwotnej nazwy słowiańskiej z wyróżnikiem groß „wielki”, odróżniającym od miejscowości Klein Dübsow „Dobieszewko”.
Rada Języka Kaszubskiego proponuje kaszubską formę nazwy Dobieszewò.

## Historia
W latach 1975–1998 miejscowość administracyjnie należała do województwa słupskiego.
We wsi funkcjonowała mleczarnia, zarówno w okresie przed-, jak i powojennym.

### Przystanek kolejowy
Przy skrzyżowaniu drogi wojewódzkiej nr 210 z drogą powiatową nr 1178G z Dobieszewa i drogą leśną do Krzyni, około 3,5 km na zachód od zabudowań wsi, znajdował się przystanek kolejowy. Był częścią linii kolejowej Słupsk–Budowo. Pierwszy odcinek, tj. ze Słupska do Dębnicy Kaszubskiej, oddano do użytkowania 15 sierpnia 1894. 12 października 1895 nastąpiło otwarcie następnego fragmentu tejże linii, tj. do Jamrzyna, przy której stanął przystanek kolejowy w Dobieszewie właśnie. Ostatecznie, 1 sierpnia 1906 tory przedłużono do Budowa. Planów połączenia z linią Bytów-Lębork nigdy nie zrealizowano. Przystanek rozebrano po zakończeniu II wojny światowej.

## Sołectwo
Wieś jest siedzibą sołectwa Dobieszewo, obejmującego również miejscowości Dobieszewko i Leśnia.

### Ludność
Liczba ludności: 325 (stan na 30 września 2013 r.)
| Miejscowość | Liczba mieszkańców |
| ----------- | ------------------ |
| Dobieszewo  | 165                |
| Dobieszewko | 125                |
| Leśnia      | 35                 |

### Podstawy prawne
Samorząd Mieszkańców Wsi sołectwa Dobieszewo został unormowany następującymi przepisami:
- Ustawy z dnia 8 marca 1990 r. o samorządzie gminnym;
- Uchwały nr XIII/64/2003 z dnia 30 października 2003 r. w sprawie uchwalenia Statutu Gminy Dębnica Kaszubska;
- Załącznik nr 4 do Ustawy nr XIX/92/2004 Rady Gminy Dębnica Kaszubska z dnia 29 kwietnia 2004 r.

## Zabytki

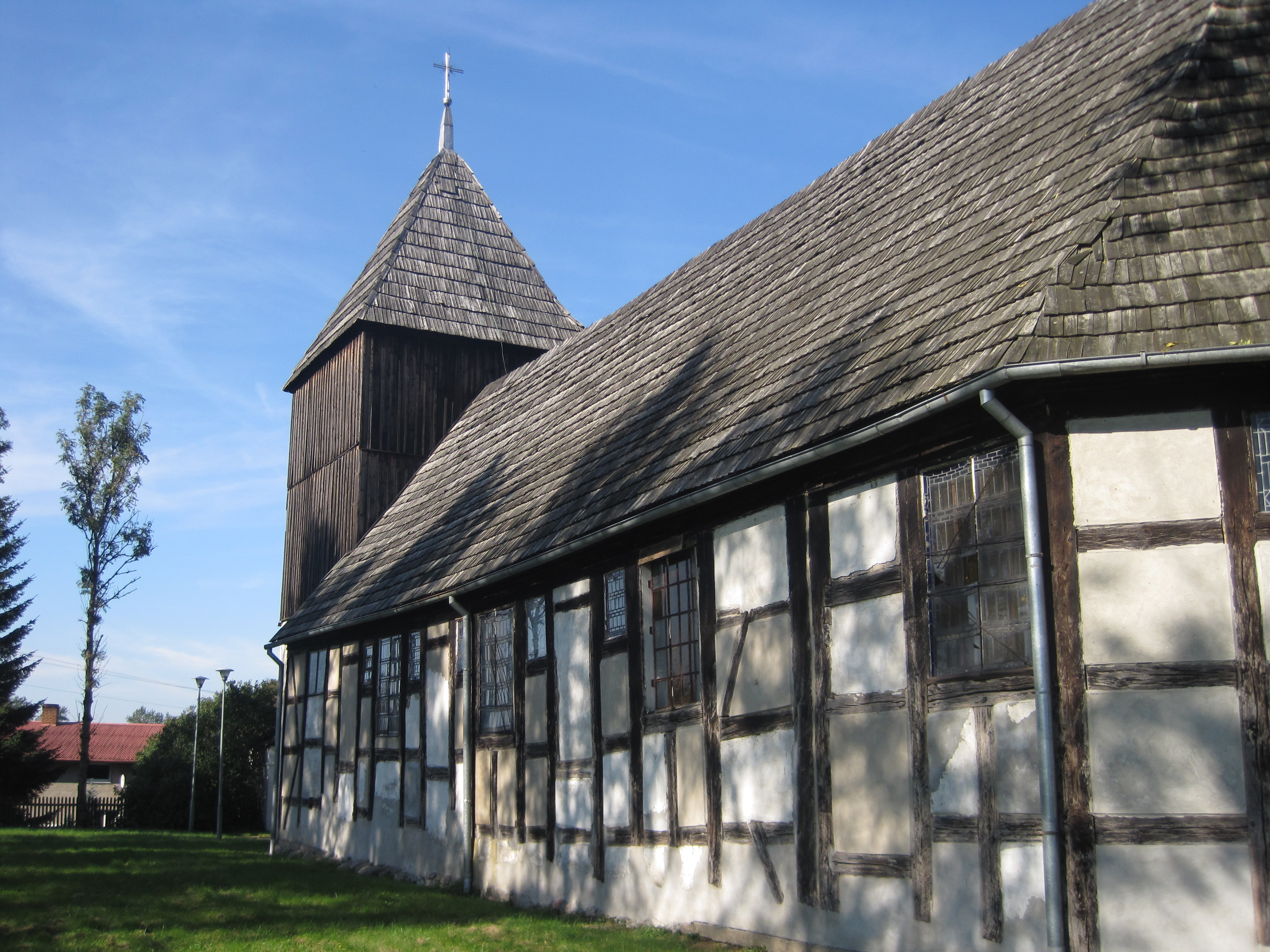
Kościół parafialny pw. św. Stanisława Biskupa i Męczennika w Dobieszewie

- Kościół szachulcowy z przełomu XVII i XVIII w. pod wezwaniem św. Stanisława Biskupa i Męczennika.